# Watts Towers

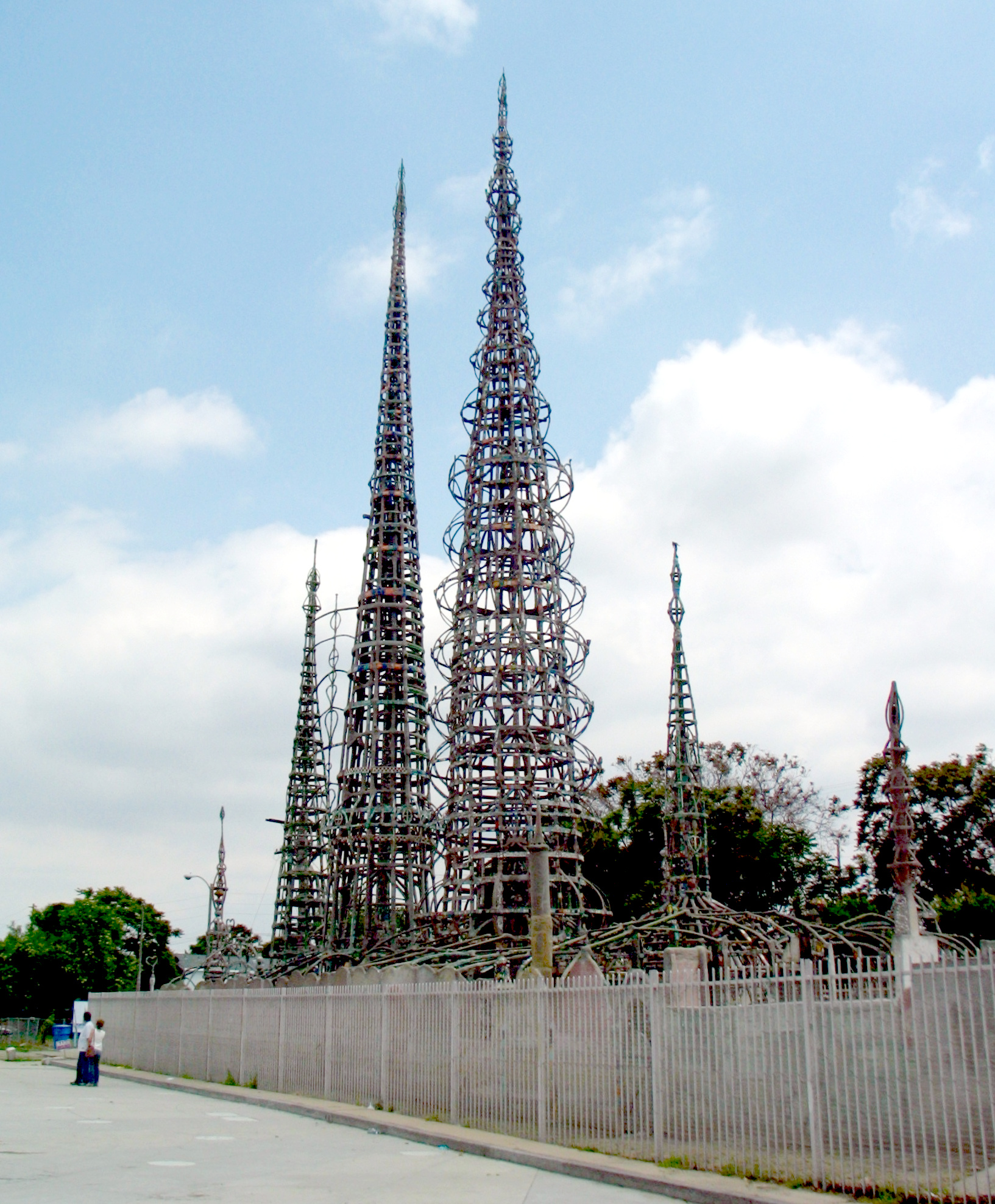
Le Watts Towers

Le Watts Towers sono delle strutture situate nel quartiere di Watts a Los Angeles, costruite nell'arco di trent'anni da un immigrato italiano di nome Simon Rodia nel suo tempo libero tra il 1921 e il 1954.

## Costruzione
Le torri sono costituite da barre di acciaio e ricoperte di vario materiale decorativo, quali porcellana, conchiglie, pezzi di bottiglie e altro materiale di recupero. Le torri furono costruite senza un progetto e senza attrezzature sofisticate, ma nonostante questo due di esse hanno un'altezza di circa 30 metri e hanno resistito a vari terremoti avvenuti nell'arco degli anni, seppur riportando danni minori. Lo stile originale delle strutture ne ha fatto una delle attrazioni turistiche principali del quartiere.

## Citazioni
Le torri sono citate nel romanzo Underworld di Don DeLillo.
Le torri sono presenti anche nel capitolo della saga videoludica Gran Theft Auto, GTA San Andreas la cui mappa, Los Santos, è un chiaro riferimento a Los Angeles. Nel gioco verranno chiamate "Jefferson Towers" ed è possibile che alcuni clienti chiedano di visitarle durante le missioni secondarie da tassista.
Le torri sono presenti anche nel capitolo GTA V ma con il nome di "Rancho Towers".
Eve Babitz dedica un capitolo, "Le Watts Towers", nel suo primo romanzo "La mia Hollywood".
Un brano pubblicato nel 2020 all'interno del disco Remember the future, del gruppo jazz Giovanni Sanguineti Nextrio, è intitolato "Le torri di Rodia".